# Visvaldis Ignatāns
Visvaldis Ignatāns (ur. 3 sierpnia 1991 w Rydze) – łotewski piłkarz, grający na pozycji środkowego pomocnika.

## Kariera piłkarska

### Kariera klubowa
Jest wychowankiem drużyny FK Ventspils. 1 lipca 2009 roku podpisał kontrakt z klubem FC Tranzits, występującym wówczas w I lidze. W sezonie 2009 zajął z tą drużyną 7. miejsce. 1 stycznia 2010 roku podpisał kontrakt ze swoim macierzystym klubem. W sezonie 2010 uplasował się z nim na 2. pozycji. Dzięki temu mogli wziąć w I rundzie kwalifikacyjnej do Ligi Europy. W następnym sezonie jego drużyna zdobyła mistrzostwo Łotwy. Jednak on sam w połowie sezonu został wypożyczony do FK Jelgava. Z tym klubem dokończył rozgrywki na 6. pozycji. 31 grudnia 2011 roku powrócił z wypożyczenia do FK Ventspils. W sezonie 2012 zajął z tym zespołem 3. miejsce. Jego drużyna zdobyła 74 punkty – 4 mniej od pierwszego Daugava Dyneburg. Dzięki 3. pozycji mogli wystartować w I rundzie kwalifikacyjnej do Ligi Europy.
W sezonie 2013 zdobył z ekipą mistrzostwo kraju. Dzięki temu mógł wystąpić w II rundzie kwalifikacyjnej do Ligi Mistrzów.
W następnym sezonie jego zespół powtórzył sukces sprzed roku – FK Ventspils znowu okazał się najlepszym zespołem na Łotwie. Jednak on sam w trakcie trwania rozgrywek, 1 lipca 2014 roku, został wypożyczony do klubu Daugava Dyneburg. Z tą ekipą zakończył rozgrywki na 5. miejscu. Po tym sezonie, 1 stycznia 2015 roku, powrócił z wypożyczenia do FK Ventspils.
Nie ma informacji o tym do kiedy wiąże go umowa z klubem FK Ventspils.

### Kariera reprezentacyjna
Visvaldis Ignatāns wystąpił w pięciu meczach reprezentacji Łotwy U-19 oraz w jednym spotkaniu tej reprezentacji do lat 21.
29 maja 2014 roku zadebiutował w seniorskiej reprezentacji Łotwy w towarzyskim meczu przeciwko Estonii. Na boisku pojawił się w 78. minucie gry. Po dogrywce nadal był bezbramkowy remis. Jego drużyna zwyciężyła po rzutach karnych 4–2.

## Sukcesy i odznaczenia
- Mistrzostwo Łotwy (3 razy): 2010[3], 2013[5], 2013[6]
- Wicemistrzostwo Łotwy (1 raz): 2010[3]